# Fissidens serratus
Fissidens serratus är en bladmossart som beskrevs av C. Müller 1847. Fissidens serratus ingår i släktet fickmossor, och familjen Fissidentaceae. Inga underarter finns listade i Catalogue of Life.